# Dan Verona
Dan Verona (n.1 iulie 1947, Luncani, județul Bacău) este un poet, prozator și traducător român.

## Biografie
Este fiul Catincăi (n. Crețu) și al lui Constantin Dan, învățător. De timpuriu își pierde părinții. A fost instituționalizat la Orfelinatul Târgu Ocna. A absolvit Facultatea de Filologie (1972) și a urmat studii teologice la Facultatea de Teologie Ortodoxă din cadrul Universității din București. În 1972 a fost repartizat ca redactor la Radiodifuziunea Română. Din 1974 a devenit membru al Uniunii Scriitorilor din România.  Publică în „Amfiteatru”, „Contemporanul”, „Luceafărul”, „România literară”, „Ateneu”, „Viața românească”, „Cronica”, „Familia”, „Contrapunct”, „Convorbiri literare” ș.a.  În 1984 a asistat în „teatrul umbrelor” la Universitatea de vară Marly-le-Roi din Franța.

## Volume publicate (selectiv)

### Versuri
- Nopțile migratoare. Imnuri (1972)
- Zodia măslinului (1974)
- Cartea runelor (Adaos la Parnasul dacic)(1975)
- Dați ordin să înflorească magnolia (1977)
- Viața la treizeci și trei de ani (1981)
- Îngerii chilugi (roman, 1982)
- Balada Vestitorului (1986)

### Traduceri
- Forugh-e Farrokhzad (Întâlnirea în noapte, versuri, 1988, împreună cu Vasile Sofineti)
- Simon Vestdijk (Chelnerul și supraviețuitorii, roman, 1989)

## Alte activități literare
Este prezent în:
- Streiflicht – Eine Auswahl zeitgenössischer rumänischer Lyrik (81 rumänische Autoren), - "Lumina piezișă", antologie bilingvă cuprinzând 81 de autori români în traducerea lui Christian W. Schenk, Dionysos Verlag 1994, ISBN 3980387119

După anul 1990 semnează în presa literară și înregistrează pentru radio și televiziune traduceri din opera unor mari poeți mistici. Poemele sale sunt traduse în Anglia, Franța, Germania, SUA, Iugoslavia, Polonia, Ungaria, Egipt. O apariție recentă - în volumul „Eclats, cinq poètes roumains": Emil Botta, Nichita Stănescu, Virgil Mazilescu, Dan Verona, Dinu Flamând (Editura Comp'Act, 2005, Franta). 
- Realizator responsabil la Radio România Cultural: realizează emisiunile „Poezie universală” și „Meridianele poeziei”.

## Premii
- Premiul revistei Luceafărul pentru poezie (1972);
- Premiu Uniunea Scriitorilor (1972 și 1982).